# Sölvesborgs fajansfabrik
Sölvesborgs fajansfabrik grundades 1773 av majoren Gabriel Erik Sparre (1726-1804). Fabriken anlades vid torgets sydvästra hörn, och fabrikstomten sträckte sig ned till sjön.
Sparre bodde utanför Sölvesborg och hade gift sig till Trolle Ljungby slott. Han började tillverka fajans i staden. Från Marieberg lyckades han anställa fajansmålaren Peter Åkermark. Sparre märkte dock tidigt att produktionen inte lönade sig, och i samband med att han 1786 lyckades sälja fabriken sägs det att den länge legat ute till försäljning. Köparen var troligen C. A. Wachtmeister. År 1793 överlät han fabriken till löjtnant Jean Fredric von Zeipel, som tidigare varit medarbetare till Olof Petter Rudbeck vid Vänge-Gustafsbergs porslinsfabrik. Under von Zeipels tid började man även att tillverka flintgods.
Produktionen gick även fortsättningsvis dåligt. År 1797 klagade von Zeipel hos Kunglig Maj:t att införselförbuden mot utländskt flintgods inte efterlevdes. Myndigheterna hade små möjligheter, och gjorde heller inga större ansträngningar, för att hindra den stora illegala införseln av utländskt flintgods. År 1798 var fabrikens sista år.
Jean Fredric von Zeipel flyttade 1801 till Uppland, där han övertog det genom sin hustru ärvda Lingonbacka pappersbruk.